# Òxid de ferro(III)
Òxid de ferro(III) (antigament òxid fèrric) és el compost inorgànic amb la fórmula Fe2O3. És un dels tres òxids principals del ferro, els altres són òxid de ferro(II) (FeO), el qual és rar, i l'òxid de ferro(II,III) (Fe₃O₄), el qual es presenta de manera natural al mineral magnetita. El mineral conegut com a hematita, Fe₂O₃ és la principal font de ferro per a la indústria de l'acer. El Fe2O3 és ferromagnètic, de color vermell fosc i ràpidament atacat pels àcids. L'òxid de ferro(III) sovint s'anomena rovellat.

## Reaccions
La reacció més important és la reducció carbotèrmica, la qual dona ferro usat en la fabricació d'acer:
Fe₂O₃ + 3 CO → 2 Fe + 3 CO₂
Una altra redacció redox és l'extremadament exotèrmica reacció de la termita (mescla reactant amb un 75 % d'alumini i un 25 % d'òxid de ferro(III)).
2 Al + Fe₂O₃ → 2 Fe + Al₂O₃
La reducció parcial amb hidrogen a uns 400 °C produeix magnetita, una matèria que conté ambdós Fe(III) i Fe(II):
3 Fe₂O₃ + H₂ → 2 Fe₃O₄ + H₂O
L'òxid de ferro(III) és insoluble en aigua, però es dissol ràpidament en àcid fort. També es dissol bé en agents quelants com EDTA i àcid oxàlic.
Escalfant òxid de ferro(III) amb altres òxids de metall o carbonats proporciona materials coneguts com a ferrats:
ZnO + Fe₂O₃ → Zn(FeO₂)₂

## Preparació
L'òxid de ferro(III) és producte de l'oxidació del ferro. En laboratori es pot preparar per electròlisi de carbonat de sodi amb un ànode de ferro:
4 Fe + 3 O₂ + 2 H₂O → 4 FeO(OH)
El resultant òxid de ferro(III) hidratat, (Fe(O)OH), es deshidrata a uns 200 °C.
2 FeO(OH) → Fe₂O₃ + H₂O

## Medicina
Una mescla d'òxid de zinc amb un 0,5% d'òxid de ferro(III) s'anomena calamina, la qual és l'ingredient actiu de la loció de calamina.